# Ягеловщина (Ошмянский район)
Ягеловщина (бел. Я́гелаўшчына; также — Ягелаўшчы́на) — деревня в Ошмянском районе Гродненской области Белоруссии. В составе Жупранского сельсовета.

## География
Ближайшие населённые пункты Гринцы, Люговщина, Центели и др.
Рядом трасса Р48.

### Гидрография
Озера Ягеловщина (2 безымянных озера).

## Этимология
Название одноимённое, от двухосновного балтско-литовского имени Jo-gel’as. В литовской антропонимии известны соответствующие именные основы Jo- i Gel-.
Агела (Agelo, Agella) — имя германского происхождения. 

## История
В 1905 году в Ошмянском уезде Полянской волости Виленской губернии.
До 20 июня 1988 года деревня входила в состав Полянского сельсовета.

## Население

### Численность
- 2009 год — 73 жителя

### Динамика
- 1999 год — 104 жителя (перепись населения)
- 2009 год — 73 жителя (перепись населения)[4]

## Достопримечательность
- Курган памяти — насыпанный в 1967 году на могиле 353 жителей города Ошмяны, которых 4 июля 1941 года расстреляли фашисты. У основания кургана установлен бетонный обелиск с надписью «Жертвам фашизма, павшим от рук палачей 1941—1945 гг.», высотой 1,5 м. На месте захоронения установлено ограждение 7,7 × 6,7 м.

### Памятник, скульптура
- Обелиск в память жертвам фашизма ↑
- Памятный знак о 573 евреях Ошмянского гетто, расстрелянных в июле 1941 года нацистами, в полутора километрах восточнее деревни Ягеловщина, в урочище Луговщина.